# Алей-Захав
Алей-Захав (ивр. עלי זהב‎) — израильское поселение на Западном берегу реки Иордан. Расположено в 35 км от Иерусалима. Население составляет примерно 800 жителей (по другим данным 983 человека по состоянию на 2014 год).

## Общие сведения
Название поселения переводится как «Золотые листья». При этом в реальности оно названо в честь умершей жены М. Бегина Ализы Бегин.
Было создано в 1982 или 1983 году членами движения Херут-Бейтар. Есть детский сад и школа-интернат.

## Население
По данным Центрального статистического бюро Израиля, население на начало 2020 года составляло 3 399 человек.